# Synkopy 61 (album, 1968)
A Synkopy 61 a Synkopy 61 cseh rockegyüttes bemutatkozó hanghordozója, középlemezként (EP) 1968-ban jelent meg. A hangfelvételek 1967 áprilisa és 1968 májusa között készültek.

## Az album dalai
A oldal:
1. Měl jsem rád tvou peněženku 2:46
2. Tichej kout 2:33

B oldal:
1. Vítězství světla 2:44
2. Suita pro J. S. Bacha 3:18

## Fordítás
Ez a szócikk részben vagy egészben a Synkopy 61 (EP, 1968) című cseh Wikipédia-szócikk fordításán alapul.  Az eredeti cikk szerkesztőit annak laptörténete sorolja fel. Ez a jelzés csupán a megfogalmazás eredetét és a szerzői jogokat jelzi, nem szolgál a cikkben szereplő információk forrásmegjelöléseként.